# Zenón Torrealba Ilabaca
Zenón Torrealba Ilabaca (Curicó, 4 de abril de 1875-Santiago, 10 de septiembre de 1923) fue un político, dirigente sindical y periodista chileno.

## Periodista y dirigente sindical
Dedicado de manera autodidacta al periodismo, fue fundador del diario “La Tribuna”, de propiedad de su partido el Democrático, donde se publicaban las opiniones de los sindicalistas y la ideología demócrata.
Desarrolló innumerables artículos directamente relacionados con la democracia, como legislación social, relaciones entre el capital y el trabajo, seguro obrero, ley de accidentes del trabajo, habitaciones obreras, arbitrajes de huelgas, represión del alcoholismo, entre otras.
En general, toda cuanta directa o indirecta relación tuviera con los intereses de las clases populares eran los temas que defendía desde “La Tribuna” y desde la dirigencia obrera que ejercía.
Miembro del Consejo Superior de Habitaciones Obreras en Ovalle. Dirigió en varias ocasiones algunas de las huelgas más extensas del Norte Chico, logrando la atención del gobierno y la elaboración de ciertas leyes sociales que favorecían al proletariado.

## Labor parlamentaria
Elegido Diputado por Santiago (1909-1912). Integró la Comisión permanente de Instrucción Pública. Defendió la educación básica gratuita y obligatoria, además de estatal.
Elegido nuevamente por Santiago (1915-1918). Integró en esta ocasión la Comisión permanente de Asistencia Pública y Culto. Promovió la consagración constitucional de la libertad de culto (que solo se obtuvo en 1925), defendió la libertad de enseñanza y el mejoramiento de la asistencia pública en las zonas obreras.
Llegó al Senado por Santiago (1918-1924). Perteneció a la Comisión permanente de Relaciones Exteriores y Colonización. Desde su sillón senatorial logró la promulgación de parte del gobierno de Juan Luis Sanfuentes en materia de Legislación Social, la Ley de Instrucción Primaria Obligatoria, de descanso dominical y de accidentes del trabajo.

## Muerte
En septiembre de 1923, midió fuerzas en una elección interna dentro de su Partido, con el diputado Luis Correa Ramírez, para ser proclamado candidato a senador por Santiago. Después de una reñida contienda, ganó Torrealba, senador en ejercicio por Santiago, siendo proclamado candidato. Dos días después de este episodio, el 10 de septiembre, Correa invitó a su correligionario victorioso, a una sala del edificio del Congreso Nacional, y ahí, a solas, le disparó con un revolver Smith & Wesson para luego dispararse en la sien. Ambos fueron llevados de gravedad a la Asistencia Pública, donde fallecieron ese mismo día.